# 왕만당
왕만당(중국어: 王满堂)은 명나라의 여성이다. 패주 민왕 왕지의 딸로, 명 무종 정덕제 주후조의 애첩이다.

## 생애
왕만당은 자태가 아름다워서 일찍이 미인 선발에 참여하였으나, 낙선하였다. 집에 돌아와서는 치욕을 느껴 시집을 가지 않으려 했고, 또 이상한 꿈을 꾸며 자칭 조만흥의 자가 그녀를 맞이할 것이라 했고, 그 사람은 귀하다고 말할 수 없었다. 어떤 승려가 왕지의 집을 드나들다, 그 꿈을 알게되어 말을 꺼냈다. 도사단은 요술이 있어 가짜이름을 지어 왕가로 갔고, 왕가는 이를 곧이곧대로 믿고 나배를 환호했고, 왕만당은 그와 결혼했다.
단예용은 요괴의 서적을 만들어 전상으로 선동하여 많은 백성들에게 신선으로 추앙받고 있다. 단예는 공포에 질려 왕만당을 데리고 산동 역현으로 도망쳤고, 유생 판이도, 손작 두 사람은 그를 따라 황제로 모셨다. 단예는 스스로를 황제라 칭하고, 대순으로 원호를 바꾸고, 우란신선이산을 평정했다. 오랫동안 매섭게 굴어, 새 지역 사람들을 위해 그 요서를 얻었다. 관을 어루만져 듣고, 정덕제는 반역한 모든 우민을 석방하고, 단예용, 판이도, 손작 세명의 주모자들을 처형하고, 또 왕만당은 완의국 (빨래 담당)에 노비로 가게 되었다. 노비로 갔지만, 왕만당은 정덕제의 표방에 들어가게 되었다. 정덕제가 붕어하자, 왕만당은 다시 완의국의 노비가 되어, 왕완의로 불리게 되었다.